# Nototriton tomamorum
Nototriton tomamorum é uma espécie de anfíbio caudados da família Plethodontidae. Está presente nas Honduras. A UICN classificou-a como vulnerável.